# Verkaufsgespräch
Ein Verkaufsgespräch (englisch sales pitch) ist Teilgebiet der Verkaufstechnik und bezeichnet die zielgerichtete, auf (schriftlichen oder mündlichen) Vertragsabschluss gerichtete Dialogführung eines Verkäufers mit einem potenziellen Kunden. Das Verkaufsgespräch hat eine besonders große Bedeutung, wenn viele Anbieter im Wettbewerb zueinander stehen beim Verkauf wissens- und technologieintensiver Produkte und Dienstleistungen sowie langlebiger Konsumgüter. Das für diese Aufgaben verantwortliche Personal benötigt neben Fachwissen auch besondere Fähigkeiten, die man als Vertriebskompetenzen bezeichnen kann. Diese können teilweise auch auf andere Verkaufsgespräche wie zum Beispiel im stationären Einzelhandel übertragen werden. Eine Verkaufspräsentation beinhaltet zudem eine Präsentation eines Gerätes, von Unterlagen, Diagrammen oder anderen Werbemitteln.

## Betriebswirtschaftliche Einordnung
Das Verkaufsgespräch ist im Marketing Bestandteil der Kommunikationspolitik und wird in diesem Zusammenhang als Persönlicher Verkauf bezeichnet (etwa im Gegensatz zu Werbemitteln, die auch Produkte „verkaufen“ sollen). Es ist gleichzeitig Element der (akquisitorischen) Distributionspolitik, deren Aufgabe es ist, den Vertriebsprozess zu gestalten. Von der sozialen Gesprächsführung unterscheidet sich die Verkaufsgesprächsführung durch eine starke Strukturierung, die Vermeidung von Diskussionen sowie durch die gezielte Anwendung von Reizworten und asymmetrischer Information. Das bekannteste Gliederungsschema für Verkaufsgespräche ist das so genannte AIDA-Modell. Zentrale Phasen der Verkaufsgesprächsführung sind Bedarfsermittlung, Argumentation und Preisdurchsetzung.

## Bedeutung der Kommunikation
In der betrieblichen Kommunikation hat die gezielte Beeinflussung von Mitarbeitern und Kunden einen hohen Stellenwert. Verhaltensweisen, die im privaten Bereich oft als Manipulation gewertet werden, nehmen bei der betriebswirtschaftlichen Leistungsverwertung, im Bereich der Personalwirtschaft oder bei gewerkschaftlichen Auseinandersetzungen den Charakter von Werkzeugen an. Die Verwendung von Sprache und nonverbaler Kommunikation beim Führen von Verkaufsgesprächen weist psychologisch einen ähnlich hohen Abstraktionsgrad auf wie die des Schauspielers. So wird gerade im Bereich der Investitionsgüter eine eigene Dramaturgie der Verkaufsgesprächsführung in Bezug auf Motivationskurve, Referenzdarstellung und Demonstration bzw. persönliche Pausen geplant, mitunter sogar eine Choreographie für den Einsatz von mehreren Vertriebskräften innerhalb eines so genannten Selling Centers. Gestützt wird diese These durch die umfangreiche Ausbildung im Bereich der Verkaufspsychologie, welche moderne Vertriebskräfte zu absolvieren haben.
Führungskräfte verbringen einen hohen Anteil ihrer Arbeitszeit mit Gesprächen. Die folgende Tabelle stellt hierzu einige Untersuchungsergebnisse dar:
| Autoren               | Anzahl der erfassten Vorgesetzten | Anteil der verbalen Kontakte an der Arbeitszeit |
| --------------------- | --------------------------------- | ----------------------------------------------- |
| Guest (1956)          | 56                                | 46 %                                            |
| Horne & Lupton (1965) | 66                                | 63 %                                            |
| Steward               | 160                               | 56 %                                            |
| Kevenhörster (1972)   | 194                               | 46 %                                            |
| Mintzberg (1975)      | 5                                 | 78 %                                            |
| Brinkmann (1982)      | 459                               | 79 %                                            |

Anteil der verbalen Kontakte an der Gesamtarbeitszeit. Quelle: H. Weis: Verkaufsgesprächsführung, 1992
Der Zeitaufwand für Verkaufsgespräche hängt für Verkäufer stark von deren Einsatz ab. Während im Einzelhandel und Ladenverkauf überwiegend Kundenkontakt besteht, verwenden reisende Verkaufsmitarbeiter 25 bis 40 Prozent ihrer Arbeitszeit auf die Gesprächsführung. Der Rest entfällt auf administrative und Reisetätigkeiten.
| Tätigkeit        | FAZ (1975) | Lebensm.ztg. (1978) | Wage (1977) | Mc Graw Hill (1986) |
| ---------------- | ---------- | ------------------- | ----------- | ------------------- |
| Verkaufsgespräch | ca. 38 %   | ca. 25 %            | ca. 36 %    | ca. 42 %            |
| Fahrten (Reisen) | ca. 45 %   | ca. 23 %            | ca. 39 %    | ca. 25 %            |
| Wartezeit        | ca. 12 %   | ca. 12 %            | -           | -                   |
| Berichte         | ca. 5 %    | ca. 10 %            | ca. 10 %    | ca. 22 %            |
| Sonstiges        | -          | ca. 30 %            | ca. 15 %    | ca. 11 %            |

Verteilung der Arbeitszeit des Verkäufers. Quelle: H. Weis 1989
Aufgrund der hohen Bedeutung von gelungener zwischenmenschlicher Kommunikation greift die Verkaufsgesprächsführung auf die Erkenntnisse verschiedener wissenschaftlicher Disziplinen zurück.

## Persönlichkeitsbildung
Bereits bei der Berufswahl zum Verkäufer ist zu fragen, ob das Selbstwertgefühl der Person hoch genug ist, um wiederkehrende Ablehnung und Enttäuschung im Verkauf dauerhaft zu verkraften. Bei einer durchschnittlichen Abschlussquote von 1:3 bis 1:5 im Außendienst, in seltenen Fällen hochwertiger und stark nachgefragter Güter und Dienstleistungen auch höher, kommt der Kommunikation des Produktwertes für den Kunden und der Zielorientierung des Verkäufers eine sehr hohe Bedeutung zu. In psychologischen Schulungen wird dem Verkäufer hierzu vermittelt, dass Ablehnung nicht immer gleichbedeutend mit persönlicher Kritik ist, auch wenn der Verkäufer sich als Mensch hinter das Produkt stellt. Gleichzeitig gilt es eine gewisse emotionale Kälte und Arroganz als Schutz vor häufiger Ablehnung zu vermeiden.
Verkaufspsychologisch betrachtet hängt der Erfolg des Verkäufers nicht nur davon ab, was er verkauft, sondern weitgehend von seiner Wirkung auf den Kunden. Körperhaltung, Bewegung, Mimik, Gestik, Sprache, Blickkontakt und Kleidung müssen miteinander in Einklang stehen. Wie wichtig Verkaufspsychologie ist, zeigt auch die Erkenntnis des Psychoanalytikers Sigmund Freud: Entscheidungen werden weitgehend mit dem Gefühl getroffen.
Vertrauen, Glaubwürdigkeit, Sympathie und Erwartungshaltung dominieren vor allem in transparenten Märkten mit solchen Kunden, die sich über produktbezogene Daten und Fakten wie Nutzwert oder Preis selbst informieren. Ebenso gilt das in sehr intransparenten Märkten mit fachlich wenig kompetenten Privatkunden, die überwiegend auf die Beratung des Verkäufers und das Vertrauen auf seine Kompetenz angewiesen sind.

## Struktur
Eine mittlerweile veraltete, aber immer noch in Grundausbildungen, wie der zum Fachberater im Außendienst (IHK), vermittelte Gliederung von Verkaufsgesprächen wird mit der Abkürzung AIDA beschrieben. Aufmerksamkeit erzielen, Interesse wecken, Wunsch beim Kunden aufbauen und Abschluss tätigen (freie Übersetzung von attention, interest, desire, action) sollten dem Verkäufer eine einfache Formel bieten, um die zu Beginn der Industriegesellschaft oft dringend benötigten und knappen Güter zu verteilen. Die heutigen Verkaufsgespräche sind stärker strukturiert.

### Vier Phasen (AIDA)
Jedes Verkaufsgespräch verläuft demnach in vier Phasen:
- Eröffnungsphase (Interesse wecken, Sympathie gewinnen) Attention
- Informationsphase (Versorgung des Kunden mit Information zum Auslösen des Kaufreizes) Interest
- Argumentations- und Präsentationsphase (Darstellung von Nutzen und Vorteilen, Präsentation von Lösungen) Desire
- Zielphase (Kunde erkennt und akzeptiert den Nutzen, Bedürfnisbefriedigung durch Kauf) Action

### Zwölf Phasen
Die folgenden 12 Phasen der Verkaufsgesprächsführung haben zum Ziel, die Kundenansprache im Kontext des Unternehmensmarketings so zu planen, dass die vorab vermittelte Botschaft über Image und Kundennutzen des Angebotes in einen Verkaufsabschluss umgewandelt werden kann. Motivationstheoretische und wahrnehmungspsychologische Erkenntnisse werden hier direkt umgesetzt.

#### Marktinformation
Im Rahmen des Marketings wird der Verkäufer eine fundierte Zielgruppenanalyse erhalten, damit er typische Merkmale der potenziellen Kunden besser erkennen und einschätzen kann. Der Unternehmer wird hierzu eine Wettbewerbsanalyse durchführen, um seine unmittelbaren und mittelbaren Konkurrenten kennenzulernen und den Verkäufer zu instruieren. Die Stärken und Schwächen der Mitbewerber zu kennen ist ebenso wichtig, wie die eigenen Stärken und Schwächen realistisch einzuschätzen.

#### Pre-Sales
Mit einer möglichst lückenlosen Kundenhistorie bereitet sich der Verkäufer auf die Bewertung seiner Kunden vor (Kundenwert). Hierbei hilft ihm das Marketing z. B. mit der so genannten ABC-Analyse. Vor der Kontaktaufnahme und dem eigentlichen Verkauf beginnt der Verkäufer mit der Vorbereitung des Verkaufsgespräches und der Ansprache des Kunden zur Terminvereinbarung.
Wichtige Elemente des Pre-Sales sind:
- Kundenhistorie studieren
- Werbemittel zusenden
- Selling Center instruieren
- Termin vereinbaren
- Produktplanung
- Sonderangebote klären
- Persönlichkeit und Hobbys des Kunden in Erinnerung rufen
- Wichtige Kunden des Kunden beobachten und ihre Entwicklung überprüfen.

#### Zeitmanagement
Wenn die Prioritäten festgelegt sind, werden den Kunden und Interessenten Ressourcen nach ihrem Wert zugewiesen. Je wichtiger ein Kunde oder Interessent für den wirtschaftlichen Erfolg des Unternehmens ist, desto mehr Zeit, Geld und Werbemittel werden auf ihn verwendet. Das persönliche Zeitmanagement des Verkäufers bildet insofern gleichzeitig die Prioritäten des Unternehmens ab, für das er arbeitet. Ohne Zeitmanagement kann keine strategische Planung erfolgen.

##### Terminvereinbarung
Im Rahmen einer individuellen Tourenplanung können Tages-, Wochen- oder Monatstouren festgelegt werden. Die Terminvereinbarung erfolgt in der Regel telefonisch. Bei Neukunden empfiehlt es sich allerdings, zunächst einen persönlichen Besuch im Laufe einer regulären Tour zu planen, um örtliche Gegebenheiten, Sekretariat oder Empfang zu beurteilen. Von Unternehmen werden oft enorme Hindernisse aufgebaut, um lästige Verkäufer nicht zu Entscheidungsträgern vordringen zu lassen. Hier ist das bessere Angebot des Verkäufers im Vorfeld von entscheidender Bedeutung. Häufig ist in Kombination mit schriftlichem Angebot, telefonischer Terminvereinbarung und persönlicher Akquisition zumindest ein Termin zur Vorstellung der Leistungen zu erreichen. In vielen Branchen müssen Verkäufer auch vor Ort sein, auf der Baustelle erscheinen, ins Werk „einsickern“ oder auf Veranstaltungen Kontakte knüpfen.
Schon im Vorfeld ist es wichtig, den potenziellen Kunden am Telefon nach einem Termin zu fragen, an dem oder bei dem definitiv verkauft werden kann. Dies gilt sowohl für bestehende Kunden als auch für diejenigen, die aufgrund einer Weiterempfehlung kontaktiert wurden oder bei Menschen, die über Kaltakquise angesprochen werden können. Die Vorbereitung für die Terminvereinbarung ist unerlässlich.

##### Typische Fragen zur Vorbereitung
- Wer ist meine Zielgruppe?
- Wer ist mein Ansprechpartner?
- Welches Problem könnte ich lösen?
- Was kann ich für ihn tun, um ihm zu helfen?
- Wie wecke ich sein Interesse?
- Welche Formulierung führt zum Termin?
- Lohnt es sich, ihn zu besuchen?

#### Dramaturgie
Die Abfolgeplanung eines Verkaufsgespräches kann sowohl im Einzelhandel als auch im Industrievertrieb sehr unterschiedlich ausfallen. Von einfachen Dramaturgien (Begrüßung, Präsentation, Angebot, Abschluss) wie sie das AIDA-Modell vermitteln, bis zu ausgefeilten arbeitsteiligen Mehrfachveranstaltungen, bei denen so genannte Selling Center auf hochspezialisierte Buying Center treffen, kommen vielfältige „Drehbücher“ zum Einsatz. Gut geschulte Verkäufer agieren daher menschlich interaktiv und räumlich-zeitlich flexibel, berücksichtigen bei ihrer Ablaufplanung den situativen Kontext der Verkaufsumgebung und nutzen die gezielte Anerkennung von Mitarbeitern beim Kunden zum Aufbau von Vertrauen.
Grob kann gesagt werden, dass die Aufmerksamkeit des Menschen nur ca. 20 Minuten zusammenhängend hochkonzentriert möglich ist. Eine erste merkliche Erschöpfung bei Präsentationen wird nach ca. 45 Minuten deutlich. Nach spätestens einer Stunde ununterbrochener Präsentation bricht die Aufmerksamkeit beinahe gänzlich zusammen. Ein guter Verkäufer wird daher seine Präsentation entsprechend rhythmisieren.
In der Praxis werden Verkaufsvorgänge selten von Psychologen geplant. Häufiger gehen kleine und mittlere Unternehmen mit einer Mischung aus Erfahrung und „Bauchgefühl“ sowie ohne große Rücksicht auf Motivationstheorie, Aufmerksamkeitsgrad und Rezeptionsverhalten auf den Kunden los. Verkäufer solcher Unternehmen reden viel, fragen wenig und präsentieren, ohne Kreativität zu investieren. Folienpräsentationen ohne Piktogramme und Musik, zahlenüberladene Charts bzw. Folien, die sich wie eine Bedienungsanweisung lesen, kaum Nutzwertdarstellung aus der Sicht und in der Sprache des Kunden, keine Szenen aus dem Arbeitsalltag der Kunden des Kunden sowie Präsentationen ohne Micropausen bzw. haptische Elemente (Muster) in den Pausen bestimmen oft das Bild des Verkäufers im Außendienst.
Diesbezügliche Schulungen für Verkäufer werden aus Kostengründen gerade in kleineren Unternehmen nicht als wichtig erachtet, solange der Erlös die Kosten und einen kleinen Gewinn deckt. Außerdem ist der Verkauf von Verkaufstraining für sachunkundige Unternehmer ein beliebtes Feld für den so genannten Beweis, dass die Methoden der Verkaufspsychologie nicht funktionieren. Dies ist angesichts der Ansage „jetzt verkaufe ich Dir das Verkaufen“ und der Tatsache, dass informierte Kunden nicht so leicht zu „überreden“ sind, zum Teil auch richtig. Unbewusste Vorgänge, wie Empfehlungstechniken und künstliche Beschränkungen (nur für VIP-Kunden, Info-Veranstaltung ohne Gebühr, Verkaufstraining gegen Gebühr) funktionieren dann aber umso effektiver.

#### Beziehungsaufbau
Ein Verkaufsgespräch beginnt in der Regel mit dem so genannten Smalltalk. Er kann aus kurzem Blickkontakt bestehen oder lang und ausführlich sein. Die Kontaktvergewisserung im Dialog mit dem Kunden verschafft dem Verkäufer den Einstieg in den Beziehungsaufbau, der für die Vertrauensbasis im Verkauf von entscheidender Bedeutung ist. Von Plattitüden wie künstlicher Kumpanei oder stereotypen Fragen sehen professionelle Verkäufer ab. Eine seriöse Vorbereitung des Verkaufsgespräches gibt dem Berater hingegen sachliche Informationen zur Kontaktperson und den persönlichen Bedingungen wie zum Beispiel Hobbys, Aufträge des Kunden und wichtige Kunden des Kunden.
Ohne eine gute Beziehungsebene kann der persönliche Verkauf nicht gelingen. Habitus, Vorlieben und sozialer Status des Verkäufers müssen vom Kunden je nach Grad der Beratungsleistung zumindest als sympathisch empfunden werden oder annähernd kompatibel sein. Die nachfolgenden Phasen im Verkaufsgespräch sind ohne Beziehungsgrundlage wert- und bedeutungslos. Häufig scheitern Verkaufsvorhaben daran, dass der Berater versucht, eine Vertrauensbasis quasi „mit Gewalt“ zu erzeugen, oder sich gar nicht die Mühe macht, eine wahrnehmbare innere Position zum Kunden einzunehmen.

#### Bedarfsermittlung
Bevor ein Verkäufer überhaupt ein Angebot machen kann, muss er wissen, was der Kunde benötigt oder benötigen könnte. Hierzu dient in der Regel die Fragetechnik, durch deren Anwendung ein zielgerechter Abgleich der Kundenwünsche mit den lieferbaren Produkten erfolgt. Es ist nicht originäres Ziel des durchschnittlichen Verkäufers, dem Kunden ein für ihn optimales Angebot zu unterbreiten, sondern zumeist einen Weg zu finden, sein Angebot so darzustellen, dass es möglichst viele der Bedürfnisse des potenziellen Käufers befriedigen kann. Der Einsatz von Suggestivfragen ist hierbei Merkmal einer wenig kundenfreundlichen Gesprächsführung, während offene Fragen dem Interessenten zeigen, dass der Verkäufer auch, zumindest im Rahmen seiner Möglichkeiten, Berater ist.

#### Argumentation
Die Argumentation versucht durch die Interpretation (Konklusion) verschiedener Aussagen (Sätze/Prämissen) eine andere Aussage zu begründen. Jede Prämisse und die Konklusion sind Teilaussagen des Argumentes. In der Verkaufspsychologie wird der Überzeugung mit Hilfe von Argumenten eine große Rolle beigemessen. Allerdings kann nicht jeder Verkaufsvorgang zum gewünschten Abschluss führen. Je nach Kundentyp wird entweder eine deduktive oder eine induktive Argumentation hilfreich sein.
Die Engpasskonzentrierte Strategie von Wolfgang Mewes zeigt auf, wie wichtig die Konzentration auf den größten Nutzwert ist. Ein Kunde, der wenig kauft, kann durchaus ein A-Kunde sein, falls er aufgrund seines persönlichen Netzwerkes als Multiplikator in seiner Branche fungiert. Ebenso kann ein vordergründig kleiner Abschluss hohe Deckungsbeiträge enthalten, da die Preisnachlässe klein bleiben.

##### Einwand oder Vorwand?
Ein Kunde bringt einen Einwand vor, wenn er am Angebot etwas auszusetzen hat oder die Bedingungen des Kaufs nicht ohne weiteres akzeptiert, aber Kaufbereitschaft besteht. Ein vorgebrachter Vorwand hat den Zweck, die Kaufentscheidung hinauszuschieben und/oder den (Ver)Kaufvorgang zu beenden. Einwände zeugen von Interesse, Kunden erheben Einwände, um mehr Kaufargumente zu sammeln.
Ein- und Vorwände sind oft die Folge mangelhaften Einfühlungsvermögens des Verkäufers. Die meisten Vorwände erhalten Hochdruckverkäufer; die meisten Einwände erhalten Beratungsverkäufer. Je nach Bedürfnislage des Kunden kann ein und derselbe Kaufwiderstand ein Einwand oder ein Vorwand sein. Dies herauszufinden und entsprechend zu reagieren ist eine wichtige Aufgabe des Verkäufers. Eine bewährte Technik zur Unterscheidung und Überwindung von Ein- und Vorwänden ist das hypothetische Zugeständnis (vgl. Geml/Lauer, 2008, S. 128).
Vorwände beruhen oft auf mangelndem Vertrauen in den Verkäufer. Er hat den Bedarf des Kunden nicht geweckt, der Kunde wird nicht wichtig genommen und/oder abgewimmelt. Vorwände können zeitlicher oder finanzieller Natur sein und mit vorgetäuscht fehlender Abschlusskompetenz des Kunden zusammenhängen (Rückzug – man muss erst jemand fragen etc.). Wenn der Verkäufer hier nicht die Motive des Gesprächspartners erkennt, wird er früh scheitern. Nach einem entlarvten Vorwand stellt der Kunde oft eine weitere „Wand“ vor sich auf, bis der Verkäufer aufgibt.
Einwände sind ernsthafte Fragen zur Leistungsfähigkeit, zum Zeitbedarf für die Beratung oder zur eigenen Zuständigkeit. Sie stellen Anerkennung für den Verkäufer dar. Sein Angebot wird ernst genommen, die Leistung soll geprüft werden und das Interesse ist hoch. Sonst würde sich der Kunde nicht weiter mit dem Angebot befassen. Solange noch leistungsbezogene Einwände bestehen, darf keine Preisverhandlung geführt werden, weil sonst die Gefahr besteht, dass der Verkäufer immer wieder argumentiert und so die Wertschätzung des Kunden für das Produkt sinkt.
Da die Zuordnung nicht unbedingt vom Inhalt des Kaufwiderstandes abhängt, sondern fast nur aus dem situativen Kontext, der Stimmlage, dem Tempo und Timbre der Stimme sowie durch die Glaubwürdigkeit des Kunden entsteht, reichen formelhafte „Tipps und Tricks“ für die Einwandbehandlung nicht aus. Die in der Literatur genannten Techniken zur Einwandbehandlung sind rhetorische Kunstgriffe, die zum Teil in die eristische Dialektik abgleiten. Zur Überzeugung des Kunden bedarf es einer glaubhaften Kommunikation.

#### Vorwandbehandlung
Die Methoden der Vorwandbehandlung führen den Verkäufer zur Bedarfsermittlung. Die Fehlschlüsse zur Vorwandbehandlung
1. Einwandvorwegnahme: … natürlich könnten Sie gleich fragen, ob … und da kann ich Sie beruhigen …
2. Einwandumkehr: … sehen Sie, das ist ja der Grund, weswegen ich Sie anrufe. Wenn Sie mehr Zeit (Geld) haben möchten, kann unser Angebot Ihnen genau das verschaffen …
3. Relativierung: … da sprechen wir natürlich schon über einiges an Geld. Nun rechnen Sie mal selbst nach. Angenommen, Sie nutzen unser Angebot über … (wie viele Jahre?). Dann bedeutet das pro Tag gerade mal X €. Oder: … dadurch sparen Sie bei jedem Vorgang Y €. Das sind auf die Laufzeit hochgerechnet Z €. Und das ist doch viel mehr als das Ganze kostet.
4. Polarisierung: … wer A sagt muss auch B sagen. Man kann entweder mitmachen oder man ist raus.
5. Ablenkung: … das ist sicher ein wichtiger Punkt. Lassen Sie uns zunächst Ihre Vorteile durchgehen. Dann erkennen Sie von selbst die Antwort auf Ihre Frage.
6. Tabuisierung: … nein, damit möchte ich nichts zu tun haben. Solche Fälle sollten Sie  nicht mit uns in Verbindung bringen. Von derart unanständigen Praktiken muss ich mich  distanzieren … (alternativ dazu nonverbal Entsetzen zeigen und andeuten zu gehen).
7. Appell: … machen Sie jetzt bloß nicht den Fehler, wegen irgendeiner Kleinigkeit am Ende ohne … dazustehen. Das dürfen Sie nicht!
8. Offensivspiegelung (Einstieg in die Eristik): … genau das können wir nun gebrauchen. Sie haben uns die Bedingungen gestellt, unter denen wir präsentieren. Sie müssen bitte nicht glauben, dass uns entgangen ist, wie Sie jeden Vorteil für sich nutzen. Vielleicht stellt sich ja die Frage Ihrer momentanen Wettbewerbsfähigkeit und nicht unserer!

#### Einwandbehandlung
Im Rahmen der Einwandbehandlung versucht der Verkäufer Einwände zu entkräften, indem er erneut in die Argumentation einsteigt. Die Methoden der Einwandbehandlung führen den Kunden wieder zum Nutzwert. Einwände werden auf der Vertrauensebene mit schlüssigen Argumenten behandelt:
1. Eisbrecher-Argumentation: … also mein Gefühl sagt mir, dass Sie in diesem Moment gar kein Vertrauen haben in das, was ich hier sage. Was ist wirklich los?
2. Entschuldigung: … das tut mir leid. Da habe ich wohl nicht genau genug erklärt …
3. Referenz: … Sie kennen doch die Firma/die Familie/den Ingenieur XYZ. Ich habe hier ein Referenzschreiben, aus dem klar hervorgeht, dass die von Ihnen bezweifelten Fakten von uns erfüllt werden. Schauen Sie mal hier …
4. Nutzwerttabelle: … schauen wir uns doch mal gemeinsam an, welche Punkte für Sie wie wichtig sind. Ich nehme dazu mal ein Blatt und wir schreiben alles, was Ihnen wichtig ist, hier links hin. Dann sagen Sie bitte selbst, wie wichtig Ihnen jeder einzelne Punkt ist und wir notieren Ihre Antwort daneben. Am Ende sehen Sie deutlich, wo Ihr Vorteil liegt …

Weitere Beispiele zum Thema stehen im Artikel Argumentation.

#### Preisverhandlung
„Es gibt kaum etwas auf dieser Welt, das nicht irgend jemand etwas schlechter machen und etwas billiger verkaufen könnte, und die Menschen, die sich nur am Preis orientieren, werden die gerechte Beute solcher Machenschaften. Es ist unklug, zu viel zu bezahlen, aber es ist noch schlechter, zu wenig zu bezahlen. Wenn Sie zu viel bezahlen, verlieren Sie etwas Geld, das ist alles. Wenn Sie dagegen zu wenig bezahlen, verlieren Sie manchmal alles, da der gekaufte Gegenstand die ihm zugedachte Aufgabe nicht erfüllen kann. Das Gesetz der Marktwirtschaft verbietet es, für wenig Geld viel Wert zu erhalten. Nehmen Sie das niedrigste Angebot an, müssen Sie für das Risiko, das Sie eingehen, etwas hinzurechnen. Und wenn Sie das tun, dann haben Sie genug Geld, um etwas Besseres zu bezahlen. … wir sind nicht billig … aber preiswert!“ John Ruskin, um 1900.
Die berühmte Regel „Nutzen vor Preis“ kann verfeinert werden. Verkaufspsychologisch wichtig ist, wie der Berater sich selbst in eine Position bringt, aus der es ihm leicht fällt, den Preis für sein Angebot zu präsentieren. Die “Durchsetzung” beginnt also bereits während der Überzeugungsphase, in der die Wertvorstellung beim Kunden aufgebaut wird. Dazu gibt es einige Hilfsmittel:
Die Preisverhandlung sollte Freude machen, mit Leichtigkeit ablaufen und spannend sein. Einwände gegen den Preis sind die direkte Folge mangelhafter Wertvorstellung auf Kundenseite. Wichtig ist es für den Verkäufer zu erkennen, dass er Preisfragen des Kunden positiv gegenübertreten sollte. Die häufig anzutreffende Angst vor der Preisfrage zeigt, dass der Verkäufer selbst ein Problem mit der Wertvorstellung vom Produkt hat und sich nicht damit identifiziert. Wenn der Verkäufer die Kalkulation des Angebotes kennt und der Meinung ist, dass der Deckungsbeitrag zu hoch ist, wird er diese Unsicherheit dem Kunden gegenüber nonverbal zum Ausdruck bringen und der Preisfrage ängstlich begegnen.
Gründe für die Angst eines Beraters vor der Preisdurchsetzung können sein:
- Kenntnisse über häufige Schlechterleistung / hoher oder intensiver Reklamationsstand.
- Mangelnde Erfahrung mit den Größenordnungen branchenüblicher betrieblicher Investitions- und Gewinnsummen.
- Mangelndes Verständnis für den Kapitalbedarf des eigenen Unternehmens für Investitionen und Rücklagen.
- Eigenes, vergleichsweise geringes Kapital / Provision oder eine wirtschaftlich schlechte Verfassung des Beraters.
- Neid auf den Unternehmer, angesichts rücksichtsloser Personalwirtschaft und fehlender Unternehmenskultur.
- Mangelnde Identifikation mit dem Produkt oder dem sprachlichen Ausdruck eines Nutzwertes für den Kunden.
- Keine oder wenig Freude am Verhandeln als solches, eine kühle Haltung wie: „Kunde muss selbst erkennen …“

Unabhängig davon gilt:
- Frühe Preisfragen sind zu begrüßen, zeigen sie wie jeder Einwand doch Kaufinteresse.
- Frühe Preisfragen sind zu vertagen, bis der Kunde eine ausreichende Wertvorstellung hat.
- Frühe Preisfragen sind direkt zu klären, wenn der Kunde den besonderen Kundennutzen erkannt hat.
- Frühe Preisfragen sind auf Kundenseite taktisch möglich, so wie die Einwandvorwegnahme auf Beraterseite.

Typische Methoden zur Preisdurchsetzung:
- Schweigen
- “Ende der Fahnenstange” aufzeigen
- Abbruch der Verhandlung anbieten / Entrüstung
- Finanzierung (Lieferantenkredit) als unentgeltliche Zusatzleistung anbieten
- Rückkehr in die individuelle Argumentation zum Aufbau der Wertvorstellung beim Kunden
- Nachverhandlung, z. B. Leistungskürzung, Mengenerhöhung, Referenzvereinbarung (Musteraufwand für Kunden).

Keine Methoden zur Preisdurchsetzung, sondern zum Nachlass (durch eigene Leistungserbringung):
- Zugeständnisse anbieten (Zahlungsziel, Rabatt, Bonus, Zusatzleistungen oder geldwerte Zugaben)
- Inzahlungnahmen mit eigenem Verwertungsaufwand oder in Kommissionnahme
- Nachverhandlung auf “Chefebene” anbieten (mit Gesichtsverlust des Beraters).

In der Praxis wird der Berater einen Kompromiss suchen und Leistungen auf beiden Seiten zur Verhandlung stellen.

#### Abschlussgespräch
Geht es bei der Preisdurchsetzung noch um die Vorentscheidung zum gegenseitigen Leistungsaustausch, fokussiert die Abschlussphase schwarz-weiß. Das Erkennen des richtigen Zeitpunkts für die Abschlussphase ist ein kompliziertes und fragiles soziales Unterfangen, doch letztlich entscheidet sich das Angebot auch bei Nicht-Durchsetzung durch Vertagung und Nichtbeachtung.
Kein Kunde nimmt dem Verkäufer übel, wenn er für seine Arbeit eine Bestätigung und für die Verhandlung eine Unterschrift erwartet. Unsicherheit in der Abschlussphase rührt eher von der eigenen Angst, den Preis nicht durchgesetzt, das Angebot nicht individualisiert und/oder den Kunden nicht ernst genug genommen zu haben. Angst essen Seele auf … sagt Rainer Werner Fassbinder. Ein Satz, der im Verkauf den psychologischen Kern trifft. Die Seele des Verkaufens ist der Abschluss. Ihre Körper sind die Empathie, die Individualisierung, die Argumente und das Selbstbewusstsein. Gute Abschlusstechniken ersetzen keine frühere Phase der Beratung. Sie sind der Höhepunkt, der ausschließlich auf gut bereitetem Boden seine Früchte trägt. Jedes andere Vorgehen entstammt aus Sicht der Verkaufspsychologie purem Egoismus.
Abschlusstechniken können sein:
- wortloses Zurechtlegen der Vertragsunterlagen / Schweigen
- deutliche Frage, wann (nicht ob) der Kunde kaufen will
- Frage nach konkreten Lieferterminen oder Merkmalen
- Ergreifen und Anbieten des Kugelschreibers seitens des Verkäufers
- Erkundigung nach der gewünschten Zahlungsweise
- harmonischer Sprachwechsel in die vollendete Vergangenheit
- Schilderung eines Nutzwertes in vollendeter Vergangenheit
- Austausch von Reinzeichnungen oder Waren
- Einladung des Kunden auf gelungene Geschäfte
- Übergabe von Zahlungsmitteln, Frage nach der Währung
- Verweis auf nachgeordnete Bereiche für “Details”
- Universelle Verkaufsabschlussmethode
- Handschlag.

Keine Abschlusstechniken, sondern „Angstnummern“:
- Im entscheidenden Augenblick wieder argumentieren
- Während des Schweigens Nachlass anbieten (Spiel verderben)
- Anbieten, sich die Sache noch mal in Ruhe zu überlegen (anstatt zu beraten)
- Bitte um Beeilung oder um die Unterschrift, persönliches Jammern …

#### After-Sales
Nach Auftragsabschluss gilt der Grundsatz aus dem Sport: nach dem Spiel ist vor dem Spiel analog. Die Aufmerksamkeit des Verkäufers ist auf das Folgegeschäft und die Kundenbindung zu richten. Sie soll einerseits der möglichen Kaufreue vorbeugen und andererseits dazu dienen, gute (Weiter-)Empfehlungen zu generieren. „In der Nachkaufphase sollten nach Möglichkeit Konsonanzverstärkungen hergestellt oder Konsonanz bekräftigt werden.“ ().
Maßnahmen des After-Sales im Sinne des Pre-Sales sind:
- Serviceleistungen für die Werterhaltung des Produktes
- Kundenbefragung
- Empfehlungsabfrage
- Technische Einweisung
- Schulung für aufwändige Produkte
- Erprobung für individuelle Fertigungen.

## Stilrichtungen
Der informierende Verkäufer war in den 1950er Jahren üblich. So stellte sich die Verkaufsgesprächsführung in Europa noch im Zeichen der Mangelwirtschaft des Verkäufermarktes dar, unter dessen Bedingungen der Kunde den Verkäufer oft freudig erwartete. In den 60ern versuchte der Verkäufer dann durch Argumente den Kunden an das Produkt anzupassen. So formuliert es Hans Christian Weis, Professor für Marketing an der Fachhochschule Niederrhein in Mönchengladbach. Die Folge war, dass eine einfache Gliederung wie das AIDA-Modell oft genügte und die Kundenorientierung sich auf eine freundliche Tonalität und die Präsentation der Ware beschränkte.
In den 1970ern wurde der Verkäufer zum Verhandlungsprofi entwickelt, in den 80ern zum Berater und Bedürfnisbefriediger bzw. als Problemlöser etabliert. Unterschiedliche Stilrichtungen wurden eher von der individuellen Persönlichkeit des Beraters geprägt als von strategischen Überlegungen bestimmter Denkschulen im Verkauf. Heute ist der Verkäufer kein Kurzzeit-Partner mehr, der als einsamer Wolf an der Verkaufsfront kämpft und nur auf seinen Vorteil bedacht ist, sondern er muss aufgrund der Bedingungen des Käufermarktes eine langfristige Partnerschaft entwickeln, in der sich Verkäufer und Käufer wechselseitig informieren. Auch wurde erkannt, dass die Neukundenakquirierung teurer kommt als die Pflege des Kundenstammes und daher Folgeabschlüsse im Gesamten ertragreicher sind als den Verkauf nur auf Neukunden auszurichten.
Brian Tracy ist davon überzeugt, dass sich dieses Verhältnis noch weiter verschieben wird: Es ist wichtig, so viele Informationen wie möglich über den Kunden zu haben, sagte er jüngst der Fachzeitschrift Sales Business. Der Verkäufer sollte über den Kunden und dessen Wünsche, Bedürfnisse, Probleme informiert sein, um ihn professionell beraten und betreuen zu können. Nur wer möglichst viel über seinen Kunden wisse, könne bei ihm noch Vertrauen aufbauen. Informieren müsse er seinerseits den Kunden aber kaum noch: Die Kunden sind so clever geworden, sie kommen an alle Informationen heran, die sie brauchen. (Zitate: FAZ. 29. März 2004)
Mit dem Wandel der Industriegesellschaft zur Informationsgesellschaft begann sich die Verkaufsgesprächsführung Mitte der achtziger Jahre entsprechend zu diversifizieren. Neben traditioneller, oft einfacher Gesprächsgliederung entwickelten sich die extremen Stilrichtungen des so genannten „Hard Selling“ und „Loveselling“.

### Hard Selling
Der verschieden übersetzbare Begriff „hard sell“ (als Adjektiv oder Verb) oder „hard sale“ (substantivisch gebraucht) bedeutete ursprünglich „schwieriger Verkaufsvorgang“, etwa wenn ein Verkaufsabschluss wegen zahlreicher Einwände oder Vorwände des Kunden nicht einfach über die Bühne geht und spezielle Verkaufstechniken eingesetzt werden. „hard sell means ‘excited, punchy, enthused, WOW, urging and loud.’“ (deutsch: „'hard sell bedeutet 'begeistert, schlagkräftig, enthusiastisch, hingerissen, drängend und laut'“[verkaufen])
Die Kunst des Verkaufens resp. die notwendigen Kunstfertigkeiten signalisiert die Spruchweisheit „Der Verkauf beginnt erst wenn der Kunde 'Nein' sagt, alles andere ist [bei schriftlichen Verträgen] das bloße Abholen einer Unterschrift“. Er gilt als kritisch hinterfragter Merksatz für Verkäufer, vor allem, wenn der Verkäufer mit einer Provision am Umsatz beteiligt ist, sein Einkommen davon abhängt und seine Motivation dadurch höher ist, einen Verkaufsabschluss zu erreichen und er dazu Hard-Selling-Techniken verwendet.
Meist wird der Einsatz von Verkaufstechniken mit Verkaufsdruck als aggressiv empfunden. Dies führte – auch wegen der Begriffpaarung mit „soft selling“ („hard“ hat eben im Englischen verschiedene Bedeutungen) – zum Bedeutungswandel hard selling ausschließlich als eine aggressive Form des persönlichen Verkaufs anzusehen, mit dem Ziel, potenzielle Kunden zum Kauf zu bewegen, ohne eine langfristige Bindung oder weiter auf die Interessen des Kunden einzugehen. Obwohl das Ziel des Hard sellings (im Sinne von „Verkauf an schwierige Kunden“) ebenfalls der auch nach dem Kauf zufriedene Kunde ist, kann aggressives einseitiges Verkäuferverhalten (mit folgender Kaufreue) langfristige Kundenbeziehung bzw. Kundenbindung gefährden.
Eine einseitig wirkende Stilrichtung im Verkauf konditioniert den Kunden auf eine einmalige Leistungsabnahme. Sie findet heute vor allem bei Produkten und Dienstleistungen statt, die sich in der vorletzten oder letzten Phase des Lebenszyklus befinden und zur Abschöpfung anstehen. Typische Vertreter dieses Verkaufsstiles verwenden zwar auch die grundlegenden Elemente der Bedarfsermittlung und operante Konditionierungen, sie stellen aber ihr Leistungsangebot nicht in den Kontext von Zulieferern und Wettbewerbern des Kunden und interessieren sich auch nicht für den sekundären Produktnutzen, also den Nutzen für den Kunden des Kunden. Ziel ist es oft, eine Asymmetrische Verhandlungssituation herzustellen. Hier stehen nach Jan L. Wage stattdessen im Vordergrund:
- Fragetechnik mit hohem Suggestiv-Anteil und stark strukturiertem Gesprächsleitfaden
- Euphemistische Ansprache von Problemen
- Sprachmelodie ohne Beachtung des Hauptwahrnehmungskanales des Kunden
- Anwendung einer Argumentationsmatrix (nach Jan L. Wage eine mechanistische Tabelle von Kundentypologie und Nutzwerten)
- Argumentation mit hohem persönlichem Bezug zum Kunden
- Konfrontation mit Kenntnisdefiziten des Kunden bei dessen Einwandvortrag (Beseitigung von Kundeneinwänden).

Als das „Hardselling“ in den 60er und 70er Jahren aus den USA nach Europa kam, machte sich nicht nur Begeisterung, sondern vor allem Skepsis breit. Da im Zentrum der Methode eine aggressive Verkaufsrhetorik stand (siehe dazu „Keiler“), mit der das Produkt in den Markt gedrückt werden sollte, kennzeichneten den Hardseller alten Typs das mangelnde Interesse am Kunden, eine häufig fehlende Identifikation mit dem Produkt und die Strategie des schnellen Einmalgeschäfts. Neuere Formen des abschlussorientierten Hard Selling stellen den Verkaufserfolg zwar immer noch vor die Betrachtung des Kundenerfolges, zeigen jedoch ein größeres Interesse am tatsächlichen Bedarf des Kunden sowie an den Wünschen und der Person des Entscheidungsträgers beim Kunden. Das idealerweise für eine qualifizierte Nutzenargumentation notwendige Know-how wird allerdings immer noch fakultativ gesehen, dafür die gleichberechtigte Verhandlungs- und Geschäftsbeziehung zum Kunden als Partner inzwischen akzeptiert.

### Kundenorientierte Gesprächsführung

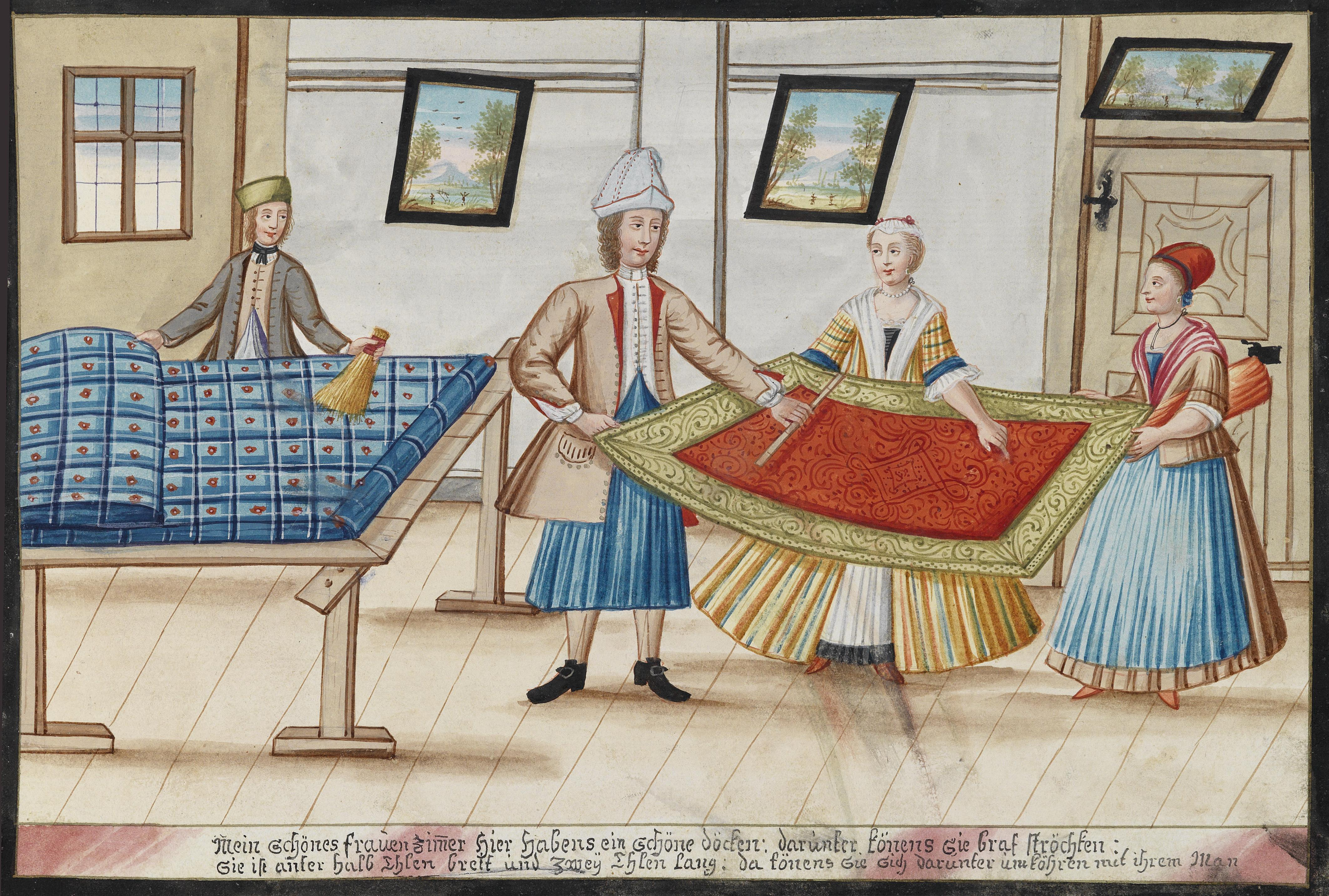
Verkaufsgespräch eines Deckenmachers, 1736: Mein schönes frauenzimmer hier habens ein schöne döcken: darunter könnens sie braf ströchken: Sie ist anter halb Ehlen breit und zwey Ehlen lang: da könens sie sich daunter umköhren mit ihrem Mann

In der Veröffentlichung Happy Selling von Bierbaum, Marwitz und May (Erstauflage 1990) gibt das Neuro-Linguistische Programmieren starke Anleihen für die Verkaufspsychologie und stellt das partnerschaftliche Verkaufen (Win-Win) in den Mittelpunkt. Grundlage hierfür sind auch Einflüsse des Harvard-Konzeptes, das bereits in den fünfziger Jahren in den USA entwickelt wurde und den Leitsatz Hart in der Sache – weich zum Menschen für die Verhandlungsführung präferiert. Weitere Vertreter dieser Stilrichtung sind Edgar Geffroy mit seinem Clienting und die so genannte Delphinstrategie. Wichtige Elemente der kundenorientierten Verkaufsgesprächsführung sind:
- Offene Fragen mit Empathie und flexiblem Gesprächsaufbau
- Operante Konditionierung
- Bildhafte Sprache in Verbindung mit Relativierung von Wettbewerbermerkmalen
- Realistische Ansprache von Problemen
- Einsatz positiv konnotierter Reizworte
- Suggestionen mit Mind-Mapping
- Nutzwertargumentation mit starker perspektivischer Ausrichtung für das Kundenunternehmen
- Fairness im Umgang mit Wettbewerbern und Reklamationen von Kunden.

## Vergütung
Nach einer Umfrage der Unternehmensberatung Kienbaum Management Consultants GmbH unter 241 Unternehmern in Deutschland erhalten nur etwa 15 Prozent der Verkäufer im Außendienst ein Festgehalt, etwa 85 Prozent werden erfolgsabhängig vergütet. 38 Prozent der befragten Arbeitgeber wollen ihre Vergütungssysteme in Zukunft weiter in Richtung Leistungsorientierung ausbauen. Laut Kienbaum verdient ein Junior-Verkäufer (Stand 2004) durchschnittlich 45.000 Euro pro Jahr. Ein Außendienstleiter erhält durchschnittlich 115.000 Euro, dabei zeigte die Studie allerdings eine sehr große Gehaltsspanne: Bei Verkäufern von unter 30.000 bis über 150.000 Euro und bei Führungskräften von unter 50.000 bis über 250.000 Euro. Am besten bezahlen die Unternehmen der Mineral- und Chemieindustrie (weil üblicherweise große Mengen mit guten Gewinnspannen verkauft werden). Ein Außendienstleiter verdient hier durchschnittlich 125.000 Euro im Jahr.